# Dorischer Modus

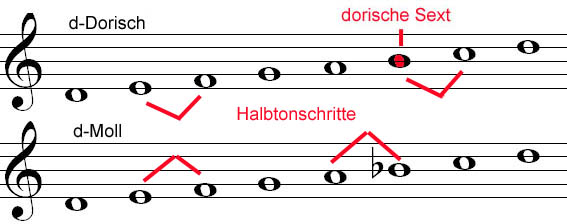
Vergleich d-Dorisch mit d-Moll. Dorisch unterscheidet sich von Moll durch die große („dorische“) Sext

Bildliche Darstellung der Dorischen Tonleiter. (Erläuterung)

Dorischer Modus, kurz Dorisch, bezeichnet ursprünglich eine Oktavgattung des altgriechischen Systema Téleion, später im mittelalterlichen System der Kirchentöne den ersten Ton oder autentus protus, gekennzeichnet durch den Ambitus d-d1, die Repercussa a und die Finalis d.
Da die dritte Stufe der dorischen Tonleiter eine kleine Terz zum Grundton bildet, hat sie einen mollähnlichen Charakter. Zwischen der zweiten und dritten sowie der sechsten und siebenten Stufe liegt ein Halbtonschritt, die anderen Intervalle sind Ganztonschritte.
Die Tonart d-Dorisch enthält die Stammtöne der westlichen Musik, denen auf Tasteninstrumenten die weißen Tasten entsprechen.
In der Akkord-Skalen-Theorie des Jazz wird eine Tonleiter mit der dem Dorischen Modus äußerlich gleichen Intervallstruktur als Dorian Mode bezeichnet.

## Hörbeispiel und bildliche Darstellung
Tonleiter in c-Dorischⓘ

## Geschichte
Die dorische Tonleiter entstand im antiken Griechenland, hieß dort zunächst jedoch phrygisch. Sie galt dort als diejenige Skala, die die Moral des Volkes und die Kampfeskraft der Krieger stärkte.
Im frühen Mittelalter kam es durch ein Missverständnis zur Verwechslung mit dem phrygischen Modus. Das Dorische wurde später in der christlichen Kirchenmusik des Mittelalters, aber auch im Minnesang (zum Beispiel Neidhart von Reuental) und in Volksliedern verwendet. 

## Verwendung

### Klassische Musik
Der Modus wird von einigen Komponisten gezielt in der klassischen Musik eingesetzt, um bestimmte Wirkungen zu erzielen. Beispiele sind in der weltlichen Chormusik die Drei Madrigale nach Worten des jungen Werthers von Arnold Mendelssohn oder in der geistlichen Chormusik die Matthäus-Passion von Heinrich Schütz.
Die gelegentlich der Toccata und Fuge d-Moll BWV 538 von Johann Sebastian Bach hinzugefügte Bezeichnung Dorische Toccata bezieht sich jedoch nicht auf den Dorischen Modus, sondern auf die im 18. Jahrhundert übliche Dorische Notierung der Molltonarten mit ♭-Vorzeichnung.

### Volksmusik
Der dorische Modus wird in der Musik der keltisch-angelsächsischen Folklore verwendet und findet sich im englischen Volkslied Scarborough Fair oder dem bretonischen Tri martolod. Auch existieren einige traditionelle irische Musikstücke in diesem Modus, wie Drowsy Maggie. Dies wiederum beeinflusste die Verwendung des dorischen Modus in angelsächsischen Shanties, wie What shall we do with the drunken sailor.

### Jazzmusik
Im Jazz gilt spätestens seit dem Modal Jazz der 1950er Jahre die dorische Tonleiter als ein Ausdrucksmittel des Modern Jazz. Zu den bekanntesten Aufnahmen zählt der Jazzstandard So What auf dem Album Kind of Blue von Miles Davis, der durchgehend in dorischem Modus verläuft. Diese Technik wurde im Hardbop und Soul Jazz beibehalten, wo sich der dorische Modus in Terz, Quart, Quint und Sept mit der dort verbreiteten Blues-Pentatonik deckt. Im Postbop finden modal und vor allem dorisch intonierte Abschnitte als Stilmittel und Improvisationsgerüst Verwendung, wie im Standard Fly With The Wind von McCoy Tyner. Seit der Aufhebung der Tonalität im Free Jazz verlor die dorische Tonart an Bedeutung, tritt aber heute noch in Funk- und Fusion-Stücken mit charakteristischem stufenharmonischen Ostinato II–III auf, wie bei Eumir Deodato.

### Popmusik
Beispiele aus der Popmusik sind I Feel Love von Donna Summer  (a-Dorisch), Sweet Lullaby von Deep Forest (h-Dorisch) und Mad World von Tears for Fears (e-Dorisch). Auch der Refrain bei Stayin’ Alive von den Bee Gees, Billie Jean von Michael Jackson und Another Brick in the Wall von Pink Floyd stehen im dorischen Modus.

### Rockmusik
Die dorische Tonleiter wurde in der Instrumental-Improvisation in der Rockmusik der 1970er Jahre verwendet. Die dorische Skala weist mit ihrer kleinen Terz und großen Sext im Tonmaterial Gemeinsamkeiten mit der Blues-Rock-and-Roll-Skala auf. Dies kann ein Grund für deren Verwendung im Rock sein. Beispiele finden sich auf der zweiten Hälfte des Albums Live At Fillmore East von der Allman Brothers Band oder bei Pink Floyd in dem Instrumentalstück Any Colour You Like von der LP The Dark Side of the Moon. Aber auch Begleitpatterns bei Instrumental-Passagen greifen in den 1970er Jahren auf dorisches Tonmaterial zurück, wie die E-Piano-Akkordzerlegungen in School von Supertramp vom Album Crime of the Century. Ein Beispiel für eine Melodie im dorischen Modus ist auch Samba Pa Ti von Carlos Santana.

## Beispiele für dorische Kirchenlieder
| Name                                       | Nr. im      | Nr. im |
| Name                                       | „Gotteslob“ | EG     |
| ------------------------------------------ | ----------- | ------ |
| Christ ist erstanden                       | 318         | 099    |
| Die Sonn hat sich mit ihrem Glanz gewendet |             | 476    |
| O Heiland, reiß die Himmel auf             | 231         | 07     |
| O selger Urgrund allen Seins               | 359         |        |